# Eugène Huzar
Guillaume Eugène Huzar, né le 2 février 1820 à Paris et mort le 2 mai 1890 dans le 17e arrondissement de Paris, est un avocat et essayiste scientifique français.

## Idées
Eugène Huzar est l'auteur des essais La Fin du monde par la science, publiée en 1855 année de l'Exposition universelle de Paris, et de L'Arbre de la science (1857).
Dans La Fin du monde par la science sa vision religieuse l'amène à considérer que cette apocalypse est nécessaire puisque l'Homme a péché par orgueil et doit donc être puni.
Dans L'Arbre de la science, Eugène Huzar écrit notamment que : « […] dans cent ou deux cents ans le monde, étant sillonné de chemins de fer, de bateaux à vapeur, étant couvert d'usines, de fabriques, dégagera des billions de mètres cubes d’acide carbonique et d’oxyde de carbone, et comme les forêts auront été détruites, ces centaines de billions d’acide carbonique et d’oxyde de carbone pourront bien troubler un peu l’harmonie du monde »,.
Eugène Huzar se prononce contre un progrès aveugle et préconise une science étudiant les équilibres planétaires ainsi qu'un gouvernement scientifique mondial.

## Réception critique
La parution des ouvrages d'Eugène Huzar est remarquée par la presse de l'époque. Bien qu'ils ne soient pas pris au sérieux par les scientifiques, ils inspirent des auteurs tels qu'Alfred Bonnardot qui, dans sa nouvelle Archéopolis en 1859, cite Eugène Huzar et développe le thème de la fin climatique de la civilisation.
Au XXIe siècle confronté au changement climatique, ses idées sont remises en lumière,.

## Publications

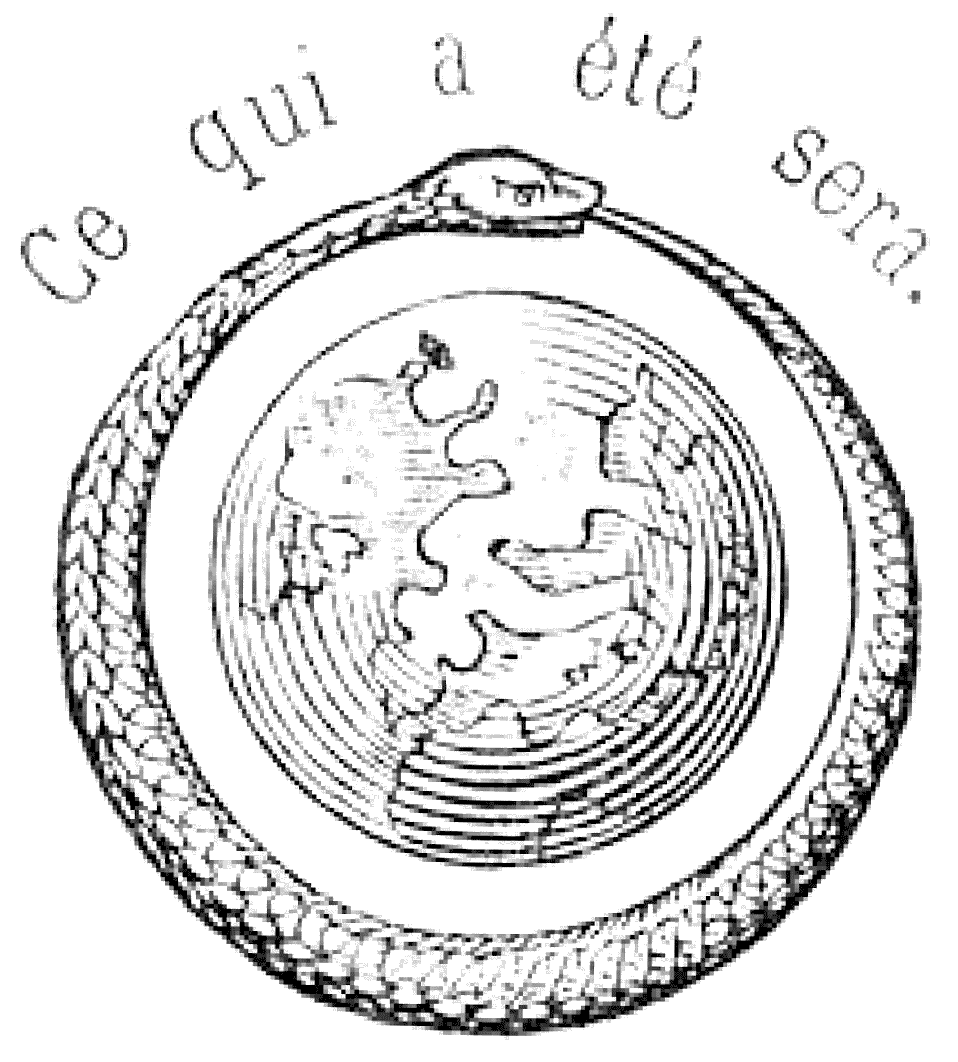
Frontispice de l'édition 1855 de La Fin du monde par la science.

- Projet de loi sur l'organisation de la résistance légale adressé au président de l'Assemblée nationale, Paris, Impr. de Bénard, 1850.
- Seul moyen de vivre en république, ou organisation de la résistance légale en cas d'insurrection ou d'usurpation, projet de loi adressé au président de l'assemblée nationale, le 23 janvier 1850, Paris, Charpentier, 1850.
- La Fin du monde par la science, Paris, Dentu, 1855, (rééd. Ère, 2008).
- L'Arbre de la science, Paris, Dentu, 1857.
- Le Christ et le pape, Paris, Dentu, 1860.
- Lamoricière et la contre-révolution, Paris, Dentu, 1860.
- Recherches sur les bruits de souffle dans les maladies du cœur : présenté à l'Académie, Paris : Delahaye, 1860, lire en ligne sur Gallica